# Ivor Campbell
Ivor Campbell, né le 11 janvier 1898 à Kirkintilloch et mort le 1er septembre 1971 à Portland (Oregon), est un rameur d'aviron canadien.

## Palmarès

### Jeux olympiques
- Paris 1924
  -  Médaille d'argent en deux barré[1].